# Karamandere (dopływ Suchej reki)
Karamandere (bułg. Карамандере) – rzeka w północno-wschodniej Bułgarii. 
Swój bieg zaczyna na płaskowyżu Stana na wysokości 409 m n.p.m., 2,5 km na północny zachód od Mirowci. W górnym biegu nazywa się Dumandere. Mijając dopływ Tułumdere nosi nazwę Jankydere. Do wsi Strachił płynie w kierunku wschodnim pod nazwą Karamandere. Następnie skręca na północ. Jest lewym ujściem Suchej reki, na wysokości 114 m n.p.m., 3,8 km od Karapelitu. Rzeka ma 66,4 km długości oraz powierzchnię dorzecza o wielkości 628,9 km², co stanowi 26,2% powierzchni dorzecza Suchej reki.
Do Karamandere uchodzą: 
- lewe dopływy: Kuzdere, Tułumdere.
- prawy dopływ: Arabadżidere.

Rzeka przepływa przez 4 miejscowości: kolejno Esenica, Metliczina, Brestak, Strachił.